# Sejjil

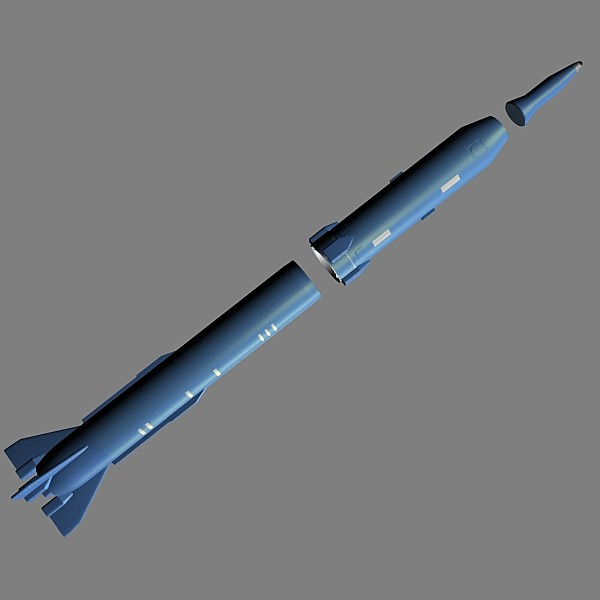
Concepção artística do Sejjil-2

Sejil, ou Sejjil, ( em persa: سجیل, Uma palavra corânica que significa "barro cozido", ver Capítulo Al-Fil ) é uma família de mísseis balísticos médio alcance de combustível sólido do Irã.  Os Sejil são os substitutos dos mísseis balísticos de combustível líquido Shahab.  De acordo com fontes do Pentágono dos EUA, o perfil do míssil Sejil é muito semelhante ao do Ashura ( Ghadr-110 ) e do Samen.  O último voo de teste ocorreu em 2011.

## Projeto
De acordo com o Jane's Information Group, os detalhes do projeto, além do número de estágios e do uso de combustível sólido, não foram divulgados.  Uzi Ruben, ex-diretor da Organização de Defesa de Mísseis Balísticos de Israel, indicou que, "ao contrário de outros mísseis iranianos, o Sajil não tem nenhuma semelhança com qualquer míssil norte-coreano, russo, chinês ou paquistanês.  Isso demonstra um salto significativo nas capacidades de mísseis do Irã ".  Rubin chegou a afirmar que o Sejil-1 "... coloca o Irã no patamar de mísseis de múltiplos estágios, o que significa que eles estão no caminho para ter capacidade para criar mísseis balísticos intercontinentais ( ICBM ).  .  " 
O míssil utiliza combustível sólido composto e, ao contrário do míssil balístico de médio alcance Shahab-3 (MRBM), que é lançado apenas verticalmente, o Sejil pode ser lançado em um ângulo variável.
Como arma, Sejil apresenta muito mais desafios aos inimigos potenciais do Irã, pois mísseis de combustível sólido podem ser lançados com muito menos tempo do que os mísseis com combustível líquido, o que os torna mais difíceis de atacar antes do lançamento.
O comentarista político Kiyan Nader Mokhtari comentou mais sobre as características do novo míssil.  "O motor e vários combustíveis foram testados, a plataforma agora é altamente confiável.  Os últimos testes a serem realizados são principalmente relacionados à variedade de ogivas que ele precisa carregar ", disse ele.  "Algumas das ogivas, obviamente, foram projetadas para escapar das defesas de mísseis anti-balísticos do inimigo em condições reais de batalha", acrescentou.

## Variantes

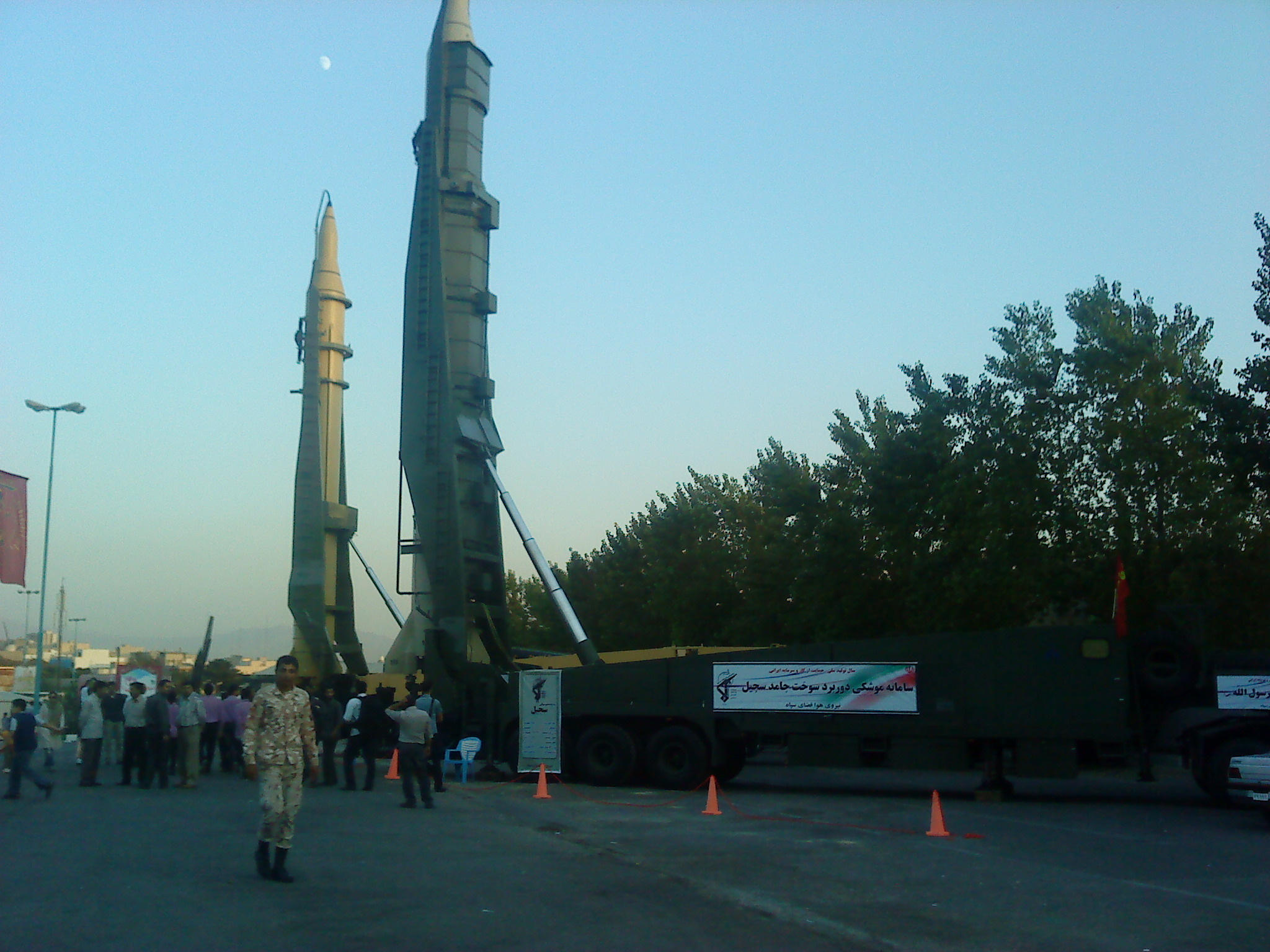
Sejil-2 (direita) e Qiam 1 (esquerda)

- Sejil-1: O Sejil é um de míssil dois estágios de combustível sólido produzido pelo Irão com alcance de 2.400 km.  Um lançamento de teste bem-sucedido ocorreu em 13 de novembro de 2008.[7]  Seu alcance, se confirmado, permitiria atingir alvos tão distantes quanto Israel e o sudeste da Europa, embora o Irã afirme que se destina a propósitos puramente defensivos.
- Sejil-2 : Sejil-2 é uma versão atualizada do Sejil.[8]  O míssil Sejil-2 foi testado pela primeira vez em 20 de maio de 2009.[9]  O míssil balístico de médio alcance superfície-superfície Sejil-2 (MRBM) foi testado pela primeira vez oito meses antes do lançamento do teste real, que ocorreu na província central iraniana de Semnan.[10]  As melhorias incluem melhor sistema de navegação, melhor sistema de direcionamento, mais carga útil, maior alcance, decolagem mais rápida, maior tempo de armazenamento, lançamento mais rápido e menor possibilidade de detecção.[11]  Em 16 de dezembro de 2009, uma versão atualizada do Sejil-2 foi testada.[12]  Esta nova versão do Sejil-2 é mais rápida durante a parte de voo da sua trajetória e também durante a fase de reentrada.  Também é mais difícil de ser detectado por sistemas anti-míssil, já que é coberto com material anti-radar.  O novo míssil altamente manobrável também é mais eficiente, pois requer menos tempo para preparações pré-lançamento.[6]
- Sejil-3 : Um relatório não confirmado afirmou que o Sejil-3 pode estar em desenvolvimento.  O Sejil-3 teria três etapas, um alcance máximo de 4.000   km e um peso de lançamento de 38.000 kg.[13]  O Sejil-3 destina-se a ser o primeiro IRBM da série Sejil.  Baseia-se no design do Sejil-2, mas com um sistema melhorado de motor, orientação e melhor capacidade de sobrevivência.  O Sejil-3 é mais manobrável que o seu antecessor, tornando mais difícil a interceptação por sistemas ABM.  A fase final de testes deve começar no início de 2016, com entrada em serviço até 2017.